# Угленіти
Угленіти (англ. uglenites, permitted explosive «Uglenit»; нім. Wettersprengstoff «Uglenit»; фр. Ouglenites) — селективно-детонуючі запобіжні нітроефірвмісні вибухові речовини V класу. До складу У. входять: сенсибілізатор (нітроефір), окисник (нітрат натрію або калію), горючі добавки (хлористий амоній, карбамід і т. п.) та ін.

## Використання угленітів
Використання угленітів допускається у шахтах всіх категорій. Теплота вибуху 1,26—2,68 МДж/кг.
До складу угленітів входять:
- сенсибілізатор (рідкі нітроефіри),
- окислювач (нітрат натрію або калію),
- горючі добавки (хлористий амоній, карбамід тощо),
- полуменегасники (хлориди калію чи натрію, крейда тощо).

За ступенем запобіжності угленіти відносяться до вибухових речовин 5-го (угленіт Е-6), 6-го (угленіт 12ЦБ) і 7-го класів.
Як всі високозапобіжні вибухові речовини угленіти мають невисоку працездатність (розширення в свинцевій бомбі 110—170 см³). Угленіти характеризуються високою водостійкістю та гарною передачею детонації на відстань.
При вибуху відкритого заряду таких ВР (найбільш небезпечний випадок відносно запалення метаново-повітряної суміші) реакція вибухового перетворення за рахунок селективної детонації зачіпає тільки сенсибілізатор, а інші компоненти розкидаються продуктами вибуху без помітного розкладання. Внаслідок цього виділяється приблизно 30% від потенційної енергії вибуху і тому вибух відкритого заряду такого ВР не запалює метаново-повітряну суміш. Коли заряд У. вибухає в замкнених умовах (в шпурі і при наявності забійки), то виділяється повна потенційна енергія вибуху. Але такі умови висадження вже не становлять небезпеки запалення метаново-повітряної суміші. У. характеризуються високою водостійкістю, хорошою передачею детонації на відстань. Випускаються, зокрема, угленіти марок №5 і Е-6; останній входить до складу запобіжних патронів СП-1, що належать до VI класу ВР.